# Luigi Rotelli
Luigi Rotelli (Corciano, 26 de julho de 1843 – Roma, 15 de setembro de 1891) foi um diplomata e cardeal italiano da Igreja Católica, núncio apostólico na França.

## Biografia
Filho de Candido Rotelli, de uma família originária de Spoleto, que se mudou para Corciano no início do século XVIII, e de Sabina Melle, tinha como irmão um jornalista anticlerical, Mariano e outro irmão, Anastasio, que foi cônego de Perugia e era sobrinho de Sebastiano Rotelli, também cônego de Perugia.
Foi ordenado padre em 20 de dezembro de 1856. Estudou na Universidade de Perúgia, onde obteve o doutorado em teologia em 19 de julho de 1857. Na diocese de Perugia, foi professor de seu seminário entre 1857 e 1878, cônego do capítulo da catedral, a partir de 16 de agosto de 1863, além de examinador prosinodal, em 1870 e arquidiácono do capítulo da catedral, em 15 de maio de 1877. Foi nomeado Prelado doméstico de Sua Santidade em 15 de março de 1878.
Rotelli foi nomeado bispo de Montefiascone pelo Papa Leão XIII em 15 de julho de 1878, sendo consagrado na Igreja de Sant'Apollinare alle Terme em 21 de julho por Raffaele Monaco La Valletta, bispo auxiliar de Roma, coadjuvado por Giovanni Battista Paolucci, administrador apostólico de Perugia, e por Giulio Lenti, vice-gerente de Roma.
Assistente no Trono Pontifício, em 7 de fevereiro de 1882. Promovido a sé titular de Farsalo, em 22 de dezembro de 1882, em 26 de janeiro de 1883 foi nomeado delegado apostólico e vigário apostólico de Constantinopla. Depois, foi nomeado núncio apostólico na França, em 23 de maio de 1887.
Foi criado cardeal pelo Papa Leão XIII no Consistório de 1 de junho de 1891, mas não recebeu o barrete vermelho nem o título de cardeal-presbítero pois morreu em 15 de setembro, vítima de febre tifóide, antes da entrega.
Foi velado na igreja de Santa Maria in Traspontina e sepultado na capela da Congregação de Propaganda Fide no cemitério Campo di Verano.